# Bunkerbuster

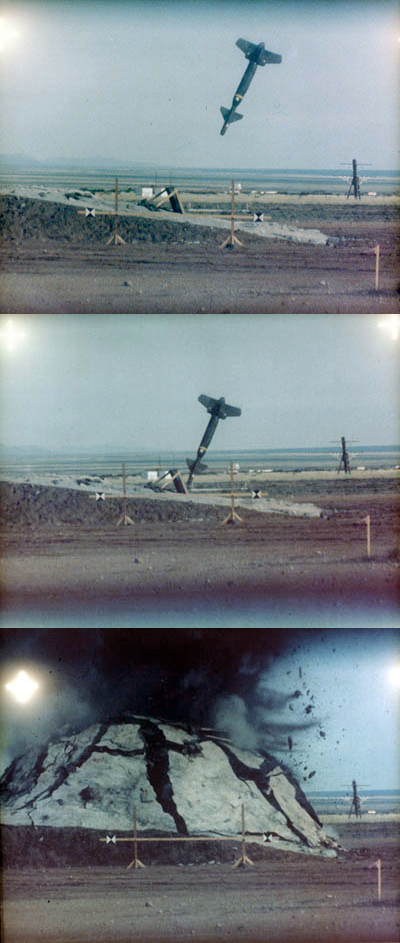
Amerikaanse bunkerbuster GBU-24 Paveway III tijdens een wapentest

Een bunkerbuster, ook wel bunkerbom of bunkerbreker genoemd, is een speciaal soort bom die is ontworpen om zwaar, met gewapend beton beveiligde doelen, zoals militaire bunkers, of doelen die diep onder de grond liggen te beschadigen. De effectiviteit van dit type bommen is groter dan die van andere bommen door de grote massa en de hoge snelheid. Deze combinatie resulteert in een hoge impuls.
Bunkerbusters hebben een dikke stalen buitenwand die het explosief dat erin zit beschermt. Dat explodeert pas als de bunkerbuster in de grond of in het doel is binnengedrongen. Dit in tegenstelling tot de meeste andere bommen, die in de lucht of aan het maaiveld ontploffen.
Een moderne bunkerbuster zoals de MOP manoeuvreert met behulp van stuurvinnen en wordt geleid door GPS.

## Raketaandrijving
De eerste bunkerbusters bereikten hun doel door vrije val vanaf een vliegtuig. Door toepassing van een raketmotor kan de bunkerbuster een hogere snelheid bereiken en daardoor dieper doordringen. Om een maximale inslagdiepte te bereiken, moet de kop van de bom een hoge dichtheid hebben. Daardoor heeft de bom een hogere energie bij de impact dan een kop met alleen chemische explosieven.

## Met kernkoppen
Er bestaan ook nucleaire bunkerbusters: kernwapens die extra diep kunnen doordringen. Het niet-nucleaire deel van het wapen kan net zoals de conventionele bunkerbuster doordringen in de bodem, rotsen of beton, en dan een kernexplosie bij het doelwit veroorzaken. In theorie zou de hoeveelheid radioactieve neerslag kleiner zijn dan bij een kernexplosie in de lucht. De radioactiviteit komt niettemin ook terecht op aarde, waardoor het – afhankelijk van de omstandigheden – toch aanzienlijke radioactieve besmetting kan veroorzaken.

## Ontwikkeling in verschillende landen

### Duitsland
Röchlinggranaten waren artilleriegranaten, ontwikkeld door de Duitse ingenieur August Coenders. Ze waren bedoeld om bunkers te vernietigen. Ze werden niet, zoals de meeste latere bunkerbusters, afgeschoten vanuit een vliegtuig. Het ontwerp was gebaseerd op de theorie van het vergroten van de doorsnededichtheid om de penetratie te verbeteren. Ze werden in 1942 en 1943 getest op het Belgische Fort Aubin-Neufchâteau, na de capitulatie van België.
Tijdens de Tweede Wereldoorlog ontwikkelde de Duitse Luftwaffe een reeks vliegtuigbommen voor gebruik tegen versterkte schepen en tegen versterkingen op de grond.
Na de Tweede Wereldoorlog heeft Duitsland onder meer de HOPE van 1.400 kg en de PILUM ontwikkeld.

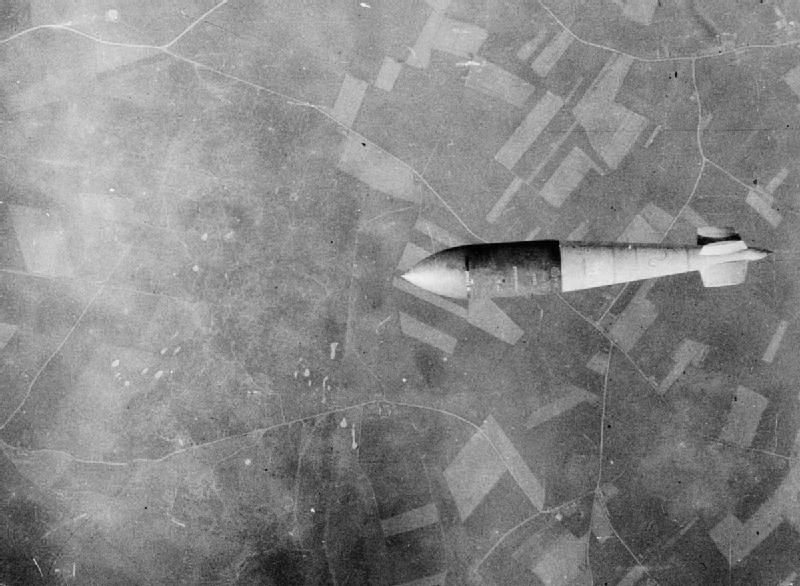
Tallboy, afgeworpen in 1944

### Verenigd Koninkrijk
Tijdens de Tweede Wereldoorlog ontwierp de Brit Barnes Wallis, ook bekend van de stuiterbom of dambuster, twee voorlopers van de bunkerbusters: de vijf ton wegende Tallboy en de tien ton wegende Grand Slam. Ze werden door hem aangeduid als 'aardbevingsbommen'. De ontwerpen konden door het aerodynamisch ontwerp met een hogere snelheid dan het geluid neerkomen, mits ze van een hoogte van ten minste 6,7 km naar beneden vielen. De bommen draaiden, net als een kogel uit een geweer, rond tijdens de val en buigen daardoor minder af van het geplande traject, door het gyroscopische effect. Het hoogwaardig stalen omhulsel was veel sterker dan dat van andere bommen uit de Tweede Wereldoorlog. Hierdoor konden ze een inslag op een hard oppervlak overleven of diep in de grond doordringen. Ze werden onder meer ingezet tegen de onderzeebootbasis Lorient.
De aardbevingsbommen werden niet ontworpen om het doelwit rechtstreeks te raken, maar zouden naast het doel een camouflet creëren, een ondergrondse holte. De optredende schokgolf zou de fundamenten van het doelwit raken, waarna het doelwit zou instorten. Bij een aanval op de Valentin-onderzeebootfabriek bij het Duitse plaatsje Farge penetreerden twee Grand Slams de beveiliging van gewapend beton van 4,5 meter dik.

### Verenigde Staten

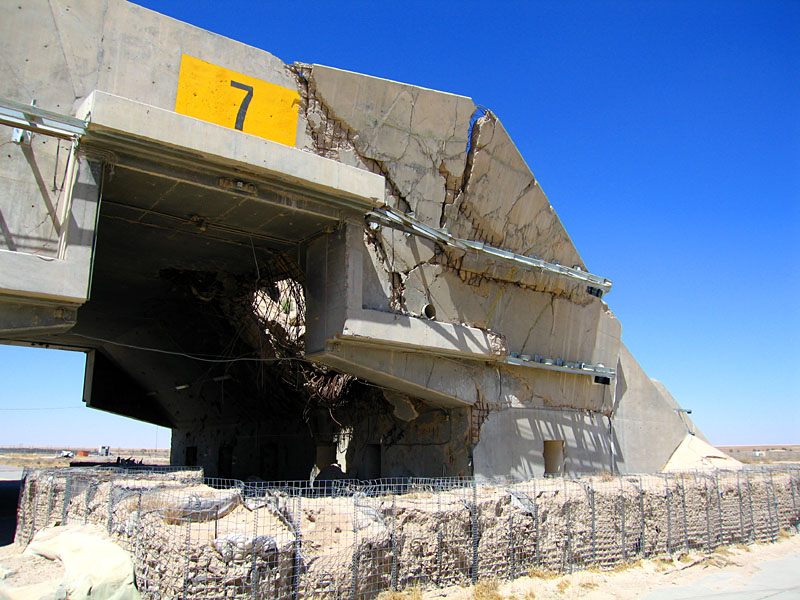
Schade veroorzaakt door bunkerbusters tijdens de Eerste Golfoorlog in 1991 op de luchtmachtbasis Ali Al Salem in Koeweit

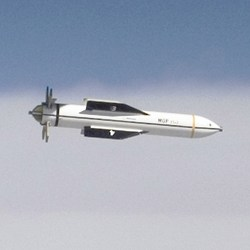
De GBU-57A/B MOP tijdens een test op de White Sands Missile Range in New Mexico, VS

Na de Tweede Wereldoorlog hebben de VS een vorm van besturing op afstand toegevoegd aan de Britse Tallboy. Zo ontstond de Tarzon. Deze bom werd tijdens de Koreaanse Oorlog ingezet tegen een ondergronds commandocentrum bij Kanggye.
De Amerikaanse BLU-109-bom is bedoeld om betonnen schuilplaatsen en andere verharde constructies te doorboren, voordat de bom ontploft. Het wapen werd in 1985 in gebruik genomen. Er wordt aangenomen dat Israëlische F-15I-straaljagers BLU-109's hebben gebruikt bij de aanvallen waarbij Hezbollah-leider Hassan Nasrallah op 27 september 2024 in Beiroet omkwam.
Tijdens Operatie Desert Storm (1991) was er behoefte aan een bom die diep kon doordringen, vergelijkbaar met de Britse wapens uit de Tweede Wereldoorlog. Geen enkel NAVO-land beschikte op dat moment over een dergelijk wapen. Als noodoplossing werden er in vier weken tijd enkele bommen ontwikkeld. Ze werden gemaakt van oude artillerielopen als huls, met een diameter van 203 mm. Deze bommen wogen meer dan twee ton, maar hadden slechts 293 kg springstof. Ze kregen de naam Guided Bomb Unit-28 (GBU-28). 
Bunkerbusters in de Golfoorlog bleken relatief weinig effectief tegen militaire doelen.
Ze zijn wel ingezet tegen het grottencomplex van Tora Bora waar strijders van Osama bin Laden zich schuilhielden.
De VS beschikt over een reeks speciaal ontwikkelde bunkerbusters, zoals de Paveway-serie. Dat zijn lasergeleide bommen waarmee geharde of diep begraven structuren kunnen worden doorboord:
| Diepte van penetratie gewapend beton | Wapensystemen                                  | Wapensystemen                                                        |
| ------------------------------------ | ---------------------------------------------- | -------------------------------------------------------------------- |
| 1.8 m                                | BLU-109 Penetrator                             | GBU-10, GBU-15, GBU-24, GBU-27, AGM-130, GBU-31(V)3/B & GBU-31(V)4/B |
| 3.4 m                                | BLU-116 Geavanceerde Unitaire Penetrator (AUP) | GBU-15, GBU-24, GBU-27, AGM-130                                      |
| 3.4 m                                | BLU-118/B thermobarische kernkop               | GBU-15, GBU-24, AGM-130                                              |
| meer dan 6 m                         | BLU-113 Superpenetrator                        | GBU-28, GBU-37                                                       |

Daarnaast heeft de VS in de periode tot 2015 de 14.000 kg zware GBU-57 ontwikkeld, ook wel Massive Ordnance Penetrator genoemd. De eerste testen met deze bom deed de VS in 2008, in New Mexico. Deze bunkerbuster is in 2025 de grootste niet-nucleaire bom van de VS, 6,2 meter lang met een massa van 13.600 kg. De springlading weegt 2432 kg. Elk exemplaar kan tot zestig meter onder het grondoppervlak doordringen. Vanwege de omvang kan deze bom alleen vervoerd en gedropt worden door de B2 Stealth bommenwerpers. Een aantal van deze bommen werd in 2025 gebruikt tijdens de Oorlog tussen Israël en Iran tegen twee ondergrondse nucleaire faciliteiten in Iran, namelijk de uraniumverrijkingsinstallatie van Fordo en Natanz. Het was de eerste keer dat deze bom werd gebruikt. Naar verluidt was deze bunkerbuster speciaal ontwikkeld voor aanvallen tegen Iran.

### Rusland
Een voorbeeld van een Russische bunkerbuster is de KAB-1500L-Pr. Deze kan worden afgeschoten vanaf de Su-24M en Su-34-vliegtuigen. De bom zou tien tot twintig meter diep in de grond kunnen doordringen, of door twee meter dik gewapend beton. De bom weegt 1500 kilogram, met 1100 kilogram explosief. De geleiding gebeurt met een laser, en de Circular Error Probable zou 7 m bedragen.

### Turkije
Turkije heeft ook bunkerbusters ontwikkeld. Een daarvan wordt aangeduid met NEB-84. Deze bom heeft een massa van 870 kg. De geometrie en diverse andere aspecten zijn is gebaseerd op de MK-84 bom. Er zouden vanaf 2022 honderd stuks aan de eigen luchtmacht zijn geleverd. De bom is toepasbaar op F-16 vliegtuigen. Een lichtere bunkerbuster, de SARB-83 weegt 415 kg. Een eerste test met deze bom vond plaats in 2020. Het is niet duidelijk of deze bom in productie is genomen.